# Nicotiana bonariensis
Nicotiana bonariensis är en potatisväxtart som beskrevs av Johann Georg Christian Lehmann. Nicotiana bonariensis ingår i släktet tobak, och familjen potatisväxter. Inga underarter finns listade i Catalogue of Life.